# Meridiano 38 E
O meridiano 38 E é um meridiano que, partindo do Polo Norte, atravessa o Oceano Ártico, Europa, Ásia, África, Oceano Índico, Oceano Antártico, Antártida e chega ao Polo Sul. Forma um círculo máximo com o Meridiano 142 W.
Começando no Polo Norte, o meridiano 38º Este tem os seguintes cruzamentos:
| País, território ou mar | Notas                                                      |
| ----------------------- | ---------------------------------------------------------- |
| Oceano Ártico           |                                                            |
| Mar de Barents          |                                                            |
| Rússia                  | Península de Kola                                          |
| Mar Branco              |                                                            |
| Rússia                  | Península de Onega                                         |
| Mar Branco              | Golfo de Onega                                             |
| Rússia                  | Passa a leste de Moscovo                                   |
| Ucrânia                 |                                                            |
| Mar de Azov             | Golfo de Taganrog                                          |
| Rússia                  |                                                            |
| Mar de Azov             |                                                            |
| Rússia                  |                                                            |
| Mar Negro               |                                                            |
| Turquia                 |                                                            |
| Síria                   |                                                            |
| Jordânia                |                                                            |
| Arábia Saudita          |                                                            |
| Mar Vermelho            |                                                            |
| Sudão                   | Ilha Talla Talla                                           |
| Mar Vermelho            |                                                            |
| Sudão                   |                                                            |
| Eritreia                |                                                            |
| Etiópia                 |                                                            |
| Quênia                  |                                                            |
| Tanzânia                |                                                            |
| Moçambique              |                                                            |
| Oceano Índico           | Passa a leste das Ilhas do Príncipe Eduardo, África do Sul |
| Oceano Antártico        |                                                            |
| Antártida               | Terra da Rainha Maud, reivindicada pela Noruega            |